# Gilardo Gilardi

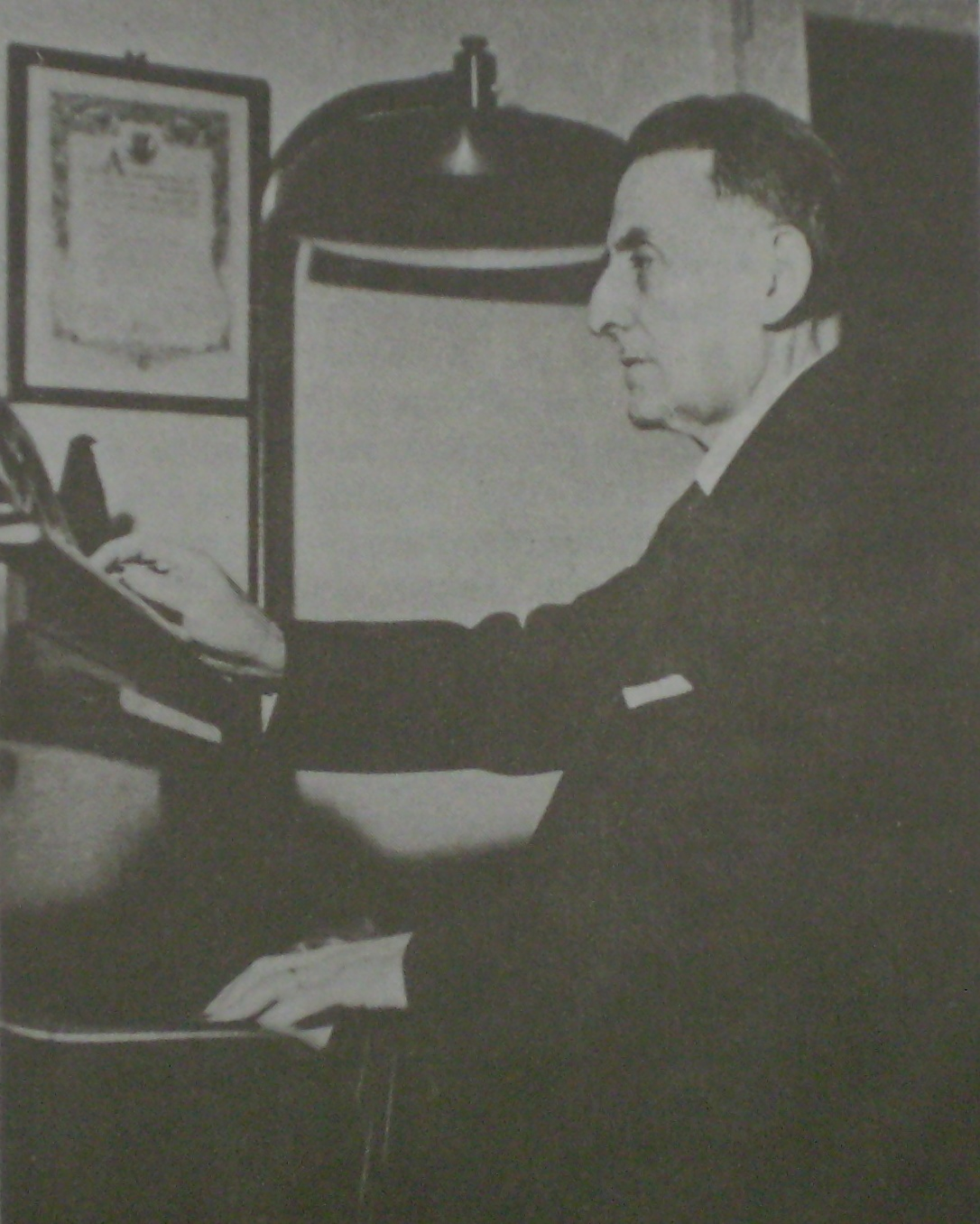
Gilardo Gilardi

Gilardo Gilardi (San Fernando (Buenos Aires), 25 mei 1889 - Buenos Aires, 16 januari 1963) was een Argentijns componist, pianist, dichter en dirigent. Hij is eponiem van het Gilardo Gilardi Conservatory of Music in La Plata. 
Gilardi werd geboren in San Fernando en kreeg daar muziekles van zijn vader, voordat hij opgeleid werd tot componist door Arturo Berutti in Buenos Aires. Hij begon met componeren toen hij tiener was en opende zijn eerste operavoorstelling, Ilse, op 23-jarige leeftijd. 
Hij was actief als professor aan de Nationale Universiteit van La Plata
Zijn religieuze muziekstukken zijn z'n bekendste werken, met name Réquiem (1933) en Misa de Gloria (1936). Ook componeerde hij diverse kamermuziekwerken voor viool en piano.

## Werk (selectie)
- Ilse, opera gebaseerd op een libretto van Cosimo Giogeri Contri, 1919
- La leyenda del urutaú, opera gebaseerd op een libretto van José Oliva Nogueira, 1929
- Primera serie argentina
- Evocación quechua
- Réquiem, 1933
- Misa de Gloria, 1936
- Gaucho con botas nuevas, symfonisch gedicht, 1938
- Sonata para violín y piano
- Canciones para canto y piano
- Sonata popular argentina para violín y piano

- Biblioteca Nacional de España: XX4736488
- Bibliothèque nationale de France: cb16502281q (data)
- Catàleg d'autoritats de noms i títols de Catalunya: 981058617903706706
- Gemeinsame Normdatei: 1068188340
- International Standard Name Identifier: 0000 0001 1872 4590
- Library of Congress Control Number: no88001156
- MusicBrainz: 22c7d122-f6c8-4134-bff2-e2d81b354001
- Nationale Bibliotheek van Israël: 987007407765605171
- Nederlandse Thesaurus van Auteursnamen: 316061131
- Istituto Centrale per il Catalogo Unico: CFIV150051
- SNAC: w6vd7045
- Virtual International Authority File: 4485144
- WorldCat: E39PBJhX3Jm9KmxxpCYwGJTfv3